# Piedra Pintada (Colombia)
Piedra Pintada o Kasmhashoru en lengua arawak es un yacimiento arqueológico ubicado en el corregimiento del Morro, municipio de Tubará, departamento del Atlántico, Colombia. Consiste en petroglifos tallados hace 8 000 años por cazadores y recolectores nómadas. Era un sitio sagrado para el antiguo pueblo indígena Mokaná.
Piedra Pintada pudo ser un abrigo rocoso, como los existentes en el Tequendama, en los Andes colombianos, que pudo haber sido refugio de indígenas que dejaron su huella rayando la piedra. También pudo ser sitio de rituales. Una de las imágenes representa al mono cotudo que habita en los alrededores del lugar, animal que para los Mokaná simboliza la fertilidad y la posibilidad de reproducir la etnia. Se cree que las líneas que conectan las figuras representan caminos por los cuales se comunicaban los indígenas de una comunidad a otra, inclusive por túneles se conectaban a comunidades indígenas vecinas como Galapa o Malambo.
Los primeros nómadas que pasaron por allí pudieron haber plasmado faenas de caza o animales que habitaban el territorio. Posteriormente, el pictograma pudo ser completado para los usos rituales de los Mokaná.

## Toponimia
Kasmhashoru en lengua arawak significa "la esquina tranquila del Dios Hu".

## Ubicación y acceso
Piedra Pintada está ubicada en una cueva bordeada por el arroyo Camajorú. Sobre rocas milenarias fueron tallados petroglifos alusivos a la naturaleza, la caza, actividades sociales y míticas de los primitivos pobladores que deambularon por el territorio hace miles de años.   
Piedra Pintada se encuentra ubicada en El Morro, corregimiento del área rural del municipio de Tubará, ubicado a 23 km de Barranquilla, al que se llega por la vía al mar que une a Barranquilla con Cartagena. 
El recorrido para llegar a Piedra Pintada parte de la capilla del Morro, sigue por El Cielo, camino real y sendero empinado y escalonado de unos 440 metros, en medio de cuya vegetación y fauna propia del bosque seco tropical se llega al Cielo, punto intermedio y mirador desde donde se avista el mar. El recorrido dura aproximadamente 30 minutos a pie hasta llegar al sitio arqueológico.

## Espiritualidad
Los descendientes de los mokaná acuden al lugar tres veces al año (a principios, en tiempo del solsticio de verano y hacia el solsticio de invierno) para evaluar lo hecho durante 12 meses, o cualquier otro día si se está pasando por alguna situación. Buscan respuesta de los ancestros, de los seres de la naturaleza o de los mensajeros que están allí. 
Los peregrinos llevan las ofrendas a los cuidadores del sitio sagrado, pues mientras se recorre el camino, hay un encuentro con los espíritus de la naturaleza, que ayudan a reflexionar. 

### Ritual
Los descendientes de los Mokaná realizan un ritual de armonización para poder ingresar al sitio sagrado. Llevan ofrendas, aceites y armonizadores. Hacen círculos dependiendo del tiempo, del momento y lo que se necesite
Los Mokaná pedían permiso a la Madre Tierra, a la Pachamama, rodeando el fuego a ritmo de sonajeras y golpes a la tierra con un bastón.
Plegaria: “Ven, padre Hu, ven, padre Hu, a mi corazón, para que ingrese al corazón de cada uno y nos ponga en reflexión, en actitud para escuchar a la naturaleza, recibir la sabiduría que permita resolver los problemas internos y espirituales".
Cuando está Guakaribana, la diosa de la lluvia y el viento, no es aconsejable subir a la piedra sagrada. 
Los Mokaná llevan sonajeras, armonizadores, la chuva con la que se hace el llamado, pitos, semillas y el alimento para los cuidadores. Las ofrendas son frutas (mangos, manzanas) o lo que cada uno pueda llevar. Entre los cuidadores del sitio sagrado está el mono, que baja a recoger sus ofrendas. Quien logra verlo es porque fue bien recibido, pues no todas las veces se deja ver, ni todas las veces hace su sonido característico. La chicharra y una culebra grande son también cuidadores. Los Mokaná creen que ver la culebra es un acontecimiento especial, pues no se deja ver todo el tiempo y el día que se logra ver, es algo grande para la persona, espiritualmente hablando.

## Museo
En el Museo Arqueológico de Galapa (Muga) hay una exposición permanente de los Mokaná donde se pueden apreciar vestigios y piezas arqueológicas halladas en la zona de Piedra Pintada.